# Pamanukan Hilir
Pamanukan Hilir is een bestuurslaag in het regentschap Subang van de provincie West-Java, Indonesië. Pamanukan Hilir telt 5539 inwoners (volkstelling 2010).